# Extremadura Unión Deportiva
L'Extremadura Unión Deportiva va ser un club de futbol espanyol de la ciutat d'Almendralejo (província de Badajoz). L'equip de la ciutat des de 1924 fins a la seva desaparició en 2010 va ser el CF Extremadura, club històric del futbol espanyol, qui va arribar a jugar a la Primera Divisió espanyola durant les temporades 1996-97 i 1998-99. Quan va desaparèixer el 2022, jugava a la Primera Divisió RFEF.

## Història
El club va ser fundat el 2007. Al final de la seva primera temporada en competició va aconseguir el seu objectiu d'ascendir de categoria, a més folgadament, distanciant al segon classificat en 11 punts.
La temporada 2008-2009 va competir en la Regional Preferent d'Extremadura, on va fer una espectacular campanya, ja que, tres dates abans del final del torneig, va aconseguir el campionat i ascendir a la Tercera Divisió d'Espanya. En acabar la campanya 2009/10 va acabar en tercera posició amb 79 punts, ficant-se així en els "play-off" d'ascens. La segona fase de la lligueta també va tenir un final reeixit pels de Juan Marrero, que van aconseguir passar a la tercera i última fase, davant el Mairena, ja que va assolir un empat a dos en el partit de tornada després de l'empat a zero en terreny extremeny. L'últim graó, corresponent a la tercera fase de lligueta d'ascens, va jugar amb l'Atlético Mancha Real. Els jugadors blaugrana van aconseguir l'ascens a Segona Divisió B espanyola.
La temporada 2010-2011 es converteix en l'hereu del CF Extremadura, després de la desaparició d'aquest.
Va retornar a la Tercera Divisió d'Espanya en la temporada 2011/12 després de quedar penúltim en la classificació. La temporada 2012/2013 va aconseguir el campionat de la Tercera Divisió d'Espanya. L'any 2016 aconseguí novament l'ascens a Segona B.
L'Extremadura va canviar de propietaris el gener de 2022, però com que els problemes econòmics estaven sense resoldre, els jugadors van iniciar una vaga al febrer. El 28 de febrer, després de dues no-presentacions consecutives a la competició, el club va ser expulsat de la divisió; La RFEF va confirmar la decisió el 2 de març, amb el descens immediatament del club i sense estar disponible per a l'ascens en la campanya següent.
El maig de 2022, com que el club ja estava en procés de liquidació, es va fundar a la ciutat un nou club anomenat CD Extremadura 1924, amb l'objectiu d'aconseguir la plaça de l'Extremadura UD a la Segona Divisió RFEF.

## Uniforme
- Uniforme titular: samarreta blaugrana, pantalons blaus i mitjanes blaves.
- Uniforme alternatiu: samarreta albiceleste, pantalons blancs i mitjanes blanques.
- Marca Esportiva: Kappa

## Estadi
Estadi Francisco de la Hera, amb capacitat per 11.580 persones. El 12 d'octubre de 1951, i amb Francisco de la Hera ja com a president de l'entitat, es va jugar el partit inaugural contra el Reial Betis Balompié, guanyant l'equip visitant per quatre gols a dos.

## Dades del club
- Temporades en 1a: 2 (0)
- Temporades en 2a: 13 (0)
- Temporades en 2a B: 9 (2)
- Temporades en 3a: 31 (5)
- Temporades en Regional Preferent: 7 (1)
- Temporades en 1ª Regional: 1 (1)

"Entre () només les dades del UD"

## Palmarès
- Campió de Tercera Divisió d'Espanya: 2015/16
- Campió de Tercera Divisió d'Espanya: 2012/13
- Campió de Regional Preferent d'Extremadura: 2008/09.
- Campió de Primera Regional d'Extremadura: 2007/08.
- Campió de Segona B: 1993/1994**
- Campió de Tercera Divisió d'Espanya: 1989/90**
- Campió de Tercera Divisió d'Espanya: 1965/66**
- Campió de Tercera Divisió d'Espanya: 1953/54**

**: CF Extremadura

## Entrenadors
- 2008-2010 Juan Marrero
- 2010-2011 José Diego Pastisser
- 2010-2011 Raúl Procopio
- 2011-2013 Agustín Esquerre
- 2013 Jose Luis Delma
- 2013-2014 Adolfo Muñoz
- 2014-2015 Cisqui
- 2015-2016 Juan Marrero
- 2016 Diego Merino
- 2016 Juan Velasco Dames
- 2017 Juan Sabas